# Nozomi Yamago
Nozomi Yamago (山郷のぞみ, Yamagō Nozomi, nascida em 16 de janeiro de 1975, em Ōmiya) é uma ex-futebolista japonesa que atuava como goleira.

## Carreira
Yamago representou a Seleção Japonesa de Futebol Feminino, nas Olimpíadas de 2004. 